# Socket 5
Socket 5 – pierwsze gniazdo przeznaczone dla II. generacji procesorów Pentium. Jest jednak kompatybilne tylko z pierwszymi Pentium II  generacji (75–133MHz) oraz Pentium OverDrive. Szybsze procesory Pentium tejże generacji oraz procesory MMX nie są już kompatybilne z gniazdem Socket 5, ponieważ mają dodatkową nóżkę (pin) przystosowaną do pracy w gnieździe Socket 7.
Gniazdo Socket 5 było następcą gniazda Socket 4 przeznaczonego dla pierwszej generacji procesorów Pentium, a zostało dość szybko zastąpione gniazdem Socket 7 – wprowadzono w nim dodatkowy pin oraz dodano nowe napięcie zasilające 2,5 V. W wyniku zachowania kompatybilności wstecznej procesory przeznaczone na Socket 5 można było umieszczać w gnieździe Socket 7, jednak procesorów na Socket 7 nie można już było umieszczać w gnieździe Socket 5.